# Bedřich Vygoda
Bedřich Vygoda (ur. 29 maja 1894 w Pradze) – sprinter reprezentujący Czechy. Uczestniczył w igrzyskach olimpijskich w Sztokholmie w 1912 roku.
Jego rekord na dystansie 100 metrów to 11,4 s. (1911 r.)

## Występy na letnich igrzyskach olimpijskich
| Igrzyska | Wydarzenie    | Eliminacje | Eliminacje         | Półfinały | Półfinały        | Finały          | Finały          |
| Igrzyska | Wydarzenie    | Wynik      | Miejsce            | Wynik     | Miejsce          | Wynik           | Miejsce         |
| -------- | ------------- | ---------- | ------------------ | --------- | ---------------- | --------------- | --------------- |
| LIO 1912 | Bieg na 100 m | nieznany   | 2. w swoim biegu Q | nieznany  | 3. w swoim biegu | → Nie awansował | → Nie awansował |